# كارل إرب
كارل إرب (بالألمانية: Karl Erb)‏ هو مغني أوبرا ومغني ألماني، ولد في 13 يوليو 1877 في رافنسبورغ في ألمانيا، وتوفي بنفس المكان في 13 يوليو 1958.

## وصلات خارجية
- كارل إرب على موقع مونزينجر (الألمانية)
- كارل إرب على موقع ميوزك برينز (الإنجليزية)
- كارل إرب على موقع ديسكوغز (الإنجليزية)